# Косаница
Косаница е река в Поморавието, десен приток на Топлица. Дължината ѝ е 34 км и протича през южната част на община Куршумлия в Сърбия.